# Ryan Taylor
Ryan Anthony Taylor (ur. 19 sierpnia 1984 w Liverpoolu) – angielski piłkarz występujący na pozycji obrońcy.

## Kariera klubowa
Swoją karierę piłkarską Taylor rozpoczął w roku 2002 w zespole Tranmere Rovers. W drużynie tej zadebiutował 10 września w spotkaniu Pucharu Ligi z Hartlepool United. W spotkaniu tym zdobył także swoją pierwszą bramkę. W lidze pierwszy występ zaliczył 14 września w pojedynku z Brentford. Pierwsze trafienie w League One zaliczył natomiast 14 grudnia w meczu z Northampton Town. Swój pierwszy sezon w Tranmere Rovers zakończył z 25 ligowymi występami. Przez następne dwa sezony Taylor również był podstawowym zawodnikiem swojego klubu i występował kolejno w 30 i 43 ligowych spotkaniach. Łącznie w drużynie Tranmere Rovers zaliczył niemal 100 występów oraz zdobył 14 bramek.
W lipcu 2005 roku za kwotę 750 tysięcy funtów przeszedł do Wigan Athletic. W Premier League swój pierwszy występ zaliczył 20 sierpnia w przegranym 1:0 spotkaniu z Charltonem Athletic. Pierwszą bramkę dla Wiganu Taylor zdobył 25 października w pojedynku Pucharu Ligi z Watford. Debiutancki sezon w nowym zespole zakończył z 11 ligowymi występami. 25 lutego 2007 roku w wygranym 1:0 meczu z Newcastle United zdobył swoją pierwszą bramkę w Premier League, sezon 2006/2007 zakończył natomiast z 16 występami. W następnych rozgrywkach wystąpił natomiast w 18 meczach, w których zdobył trzy bramki. W Wiganie Anglik grał jeszcze przez pół sezonu, po czym, w lutym 2009 roku przeszedł do Newcastle United.
W drużynie tej zadebiutował 7 lutego w meczu z West Bromwich Albion.

## Kariera reprezentacyjna
W roku 2005 wystąpił w czterech spotkaniach reprezentacji Anglii do lat 21.